# 武華山
武華山（むかやま）は、北海道の北見市と上川郡上川町の2市町にまたがる標高1,759.0mの山である。山頂には三等三角点「大山」が設置されている。北海道百名山の一つである。

## 概要
石北峠から北に伸びる稜線上に位置する山で、山頂東側の前ムカからさらに北には同じ北海道百名山に選定されている武利岳が聳えている。
山名の由来は無加川の源流にあることに由来するが、「ムカ」はアイヌ語で「ふさがる川」や水源が温泉であることから「川が凍らずに流れる」という説がある。

## 登山
現在の主な登山道は2種類あり、どちらも国道39号から入る武華岳林道からの登山道である。以前はニセイチャロマップ川側からの登山道もあったが現在は消滅している。
武華岳林道は2016年に起きた台風により甚大な被害を受け、現在は国道39号の入口から1,500m地点で通行止めとなりそこから登山口までは徒歩で行くことになる。登山口までの林道は路体決壊している箇所があり注意が必要である。

### 東尾根コース
イトムカ川左岸から前ムカへ登り稜線を歩いて山頂へ至る。2021年に整備が行われて登山道は明瞭である。

### ライオン岩コース
イトムカ川左岸から途中で川を越えてライオン岩へと登り、そこから稜線を歩いて山頂へ至る。こちらも2021年に整備が行われて登山道は明瞭であるが、一部は倒木を避けるため元の登山道から逸れる箇所がある。